# ティトゥス・スタティルス・タウルス (紀元前26年の執政官)
ティトゥス・スタティルス・タウルス（Titus Statilius Taurus）はプレブス（平民）出身の共和政ローマの政治家・軍人。紀元前37年に補充執政官（コンスル・スフェクトゥス）、紀元前26年には正規執政官（コンスル）を務めた。

## 経歴
ティトゥス・スタティルス・タウルスは、ルカニアの（en）出身で、先祖に高位官職者をもたない「ノウス・ホモ」（新人）であった。
当初はマルクス・アントニウスの支持者であり、アントニウスによって紀元前37年に補充執政官に選ばれている。その後、アントニウスの命令を受けて、その艦隊と共にセクストゥス・ポンペイウスと戦うオクタウィアヌスの救援に向かった。ポンペイウス軍がシキリア属州から駆逐されると、ダウルスはアフリカ属州に渡り、特に困難も無くそこを平定した。この功績を讃えて、紀元前34年には凱旋式を実施している。ローマに戻ってからは、ローマ最初の恒久的円形競技場であるスタティルス・タウルス円形競技場（en）の建設を開始した。
紀元前34年、タウルスはオクタウィアヌスに随伴してダルマチアに遠征する。オクタウィアヌスがローマに戻った後も、タウルスはダルマチアに駐屯を続けた。
オクタウィアヌスとアントニウス・クレオパトラ連合との戦争が始まると、タウルスはオクタウィアヌスに味方しアクティウムの戦いにも参加した。タウルスは陸上兵力を率いていたが、アントニウス・クレオパトラが海戦で敗北すると、アントニウス軍の陸上部隊は戦わずにタウルスに降伏した。この勝利はオクタウィアヌスの対アントニウス戦争の勝利を大いに加速した。アントニウスが自殺した後の紀元前29年、タウルスはヒスパニアへ遠征してカンタブリ族（en）、ウァカエイ族（en）、アストゥレス族（en）に勝利した。
紀元前26年には正規の執政官に就任、同僚執政官は前年にアウグストゥスの称号を得たオクアウィアヌスであった。紀元前7年にティベリウス（後の第二代皇帝）が二度目の執政官に就任するまで、タウルスは執政官を二度務めた最後の人物であった。紀元前16年、アウグストゥスがガリアに遠征した際には、タウルスを首都長官（プラエフェクトゥス・ウルビ）として残している。アウグストゥスが「皇帝」として権力を掌握するまでは、「名誉の共有」を試していたようである。
スタティルス・タウルス円形競技場は紀元前29年に完成していたが、その開幕式では多くの剣闘士闘技が実施された。これは大変に好評を得、タウルスは民会から毎年プラエトルを命名する栄誉を得た。
タウルスがローマに滞在している間は、ゲルマン人の奴隷を護衛として使っていたという。
タウルスには3人の息子と、おそらく2人の娘がいたが、母親が同じかどうかは不明である。長男は父と同じティトゥス・スタティルス・タウルスという名前であったが、造幣官にはなったものの、執政官には手が届かなかった。次男もまたティトゥス・スタティルス・タウルスという名前で紀元11年に執政官となっている。三男はシセンナ・スタティルス・タウルスで、紀元16年の執政官である。娘の一人は紀元前1年の執政官でアウグル（鳥占官）であったルキウス・カルプルニウス・ピソ（en）と結婚した。もう一人の娘はクラウディウス帝の治世に99歳で死んだとされるが、実際にはタウルスの妹かも知れない。

## 参考資料
- アッピアノス『ローマ史：ローマ内戦』、v. 5, 27, 97–99, 103, 109, 118
- カッシウス・ディオ『ローマ史』、xlix. 14, 38, li. 20, liii. 23, liv. 9
- タキトゥス『年代記』、vi. 11, xii.59
- Goldsworthy, Adrian (2014). Augustus: First Emperor of Rome. Yale University Press. ISBN 9780300178722
- Syme, Ronald (1989). Augustan Aristocracy. Oxford University Press. ISBN 9780198147312